# Migración LGBT

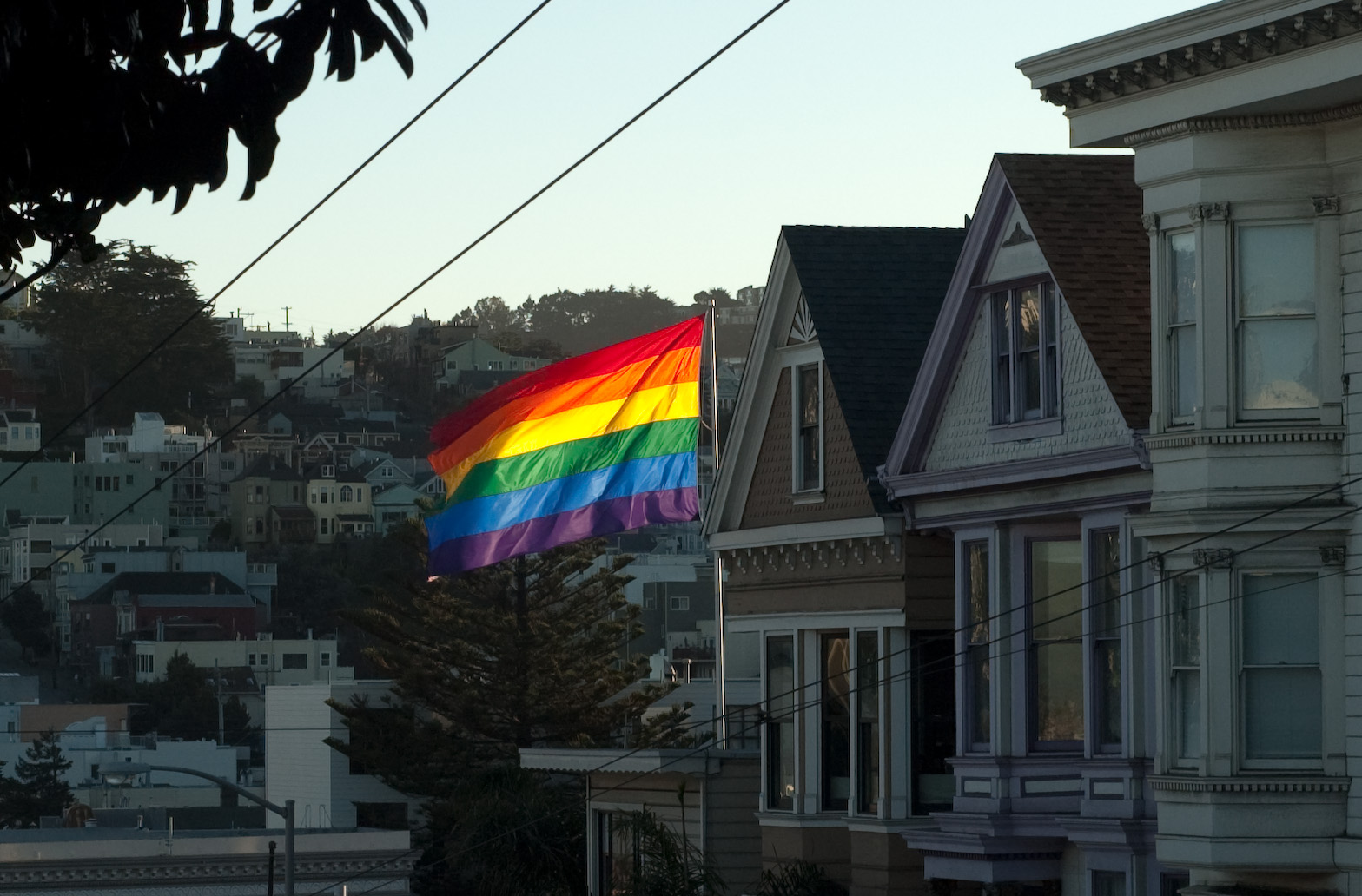
Bandera gay colocada en el distrito de Castro en San Francisco, un sitio poblado por inmigrantes homosexuales de otros estados estadounidenses que fueron rechazados para su ingreso a la armada del país durante la Segunda Guerra Mundial.

La migración LGBTIQ, migración queer o sexilio es el movimiento migratorio de personas lesbianas, gais, bisexuales,  transexuales, intersexuales o queers, tanto a nivel nacional como internacional, que normalmente escapan de la discriminación, persecución homofóbica, transfóbica, bifóbica, por ser víctimas de delitos de odio o malos tratos sutentados en su mayoría por prejuicios o estigmas sociales promovidos desde grupos fundamentalistas religiosos o conservadores que se niegan a reconocer y respetar la orientación sexual o identidad de género, como parte de la sexualidad humana que merece aceptación social.

## Causas comunes
Existen diversos motivos por los cuales las personas LGBT deben abandonar la zona donde residen, dentro de los más comunes destacan:
- Países donde la homosexualidad es ilegal, siendo posiblemente condenados a penas de cárcel o incluso de muerte, solicitan asilo humanitario a países que le otorgan.[2]
- Países donde si bien la homosexualidad es legal, no se encuentran las condiciones óptimas para la realización proyectada de sus vidas con la libertad que requieren o no existe una legislación que los proteja adecuadamente en sus derechos (leyes contra la discriminación, matrimonio igualitario, unión civil, adopción homoparental, etc.), por lo que migran hacia países que sí lo hacen.[3]
- Jóvenes aún no independizados que al salir del armario (voluntaria o involuntariamente) son expulsados de sus hogares y se ven forzados a la búsqueda de un lugar para vivir.
- En zonas rurales y pequeños poblados donde la homosexualidad no es aceptada, las personas optan por realizar una migración campo-ciudad en búsqueda de mayor tolerancia.[4] Estas personas también pueden sufrir una discriminación contra personas del medio rural.
- Del mismo modo, estudios han demostrado que dentro de un país tendencialmente los homosexuales migran concentrándose en las áreas metropolitanas más pobladas, esto debido a la aparición de una cultura LGBT urbana que produce una mayor inclusión hacia ellos, aceptando la diversidad sexual.[5]

## Repercusiones
Los estudios sobre migración LGBT en la región México-Centroamérica indican que las personas LGBT enfrentan una alta vulnerabilidad a actos de violencia motivados por la homofobia o transfobia, así como a riesgos como la violencia física y sexual, experiencias que muchos ya han sufrido a lo largo de sus vidas y que generalmente resultan traumáticas. Muchas personas migrantes LGBT, especialmente hombres gay y mujeres trans, recurren al trabajo sexual durante sus períodos de espera como medida para subsistir y continuar con sus trayectos, exponiéndose así a situaciones de violencia y riesgos para su salud física y emocional.
Además, enfrentan desigualdades sociales como el racismo, la xenofobia y la opresión económica a lo largo de su trayecto migratorio. En el caso particular de las mujeres trans, algunas se ven obligadas a adoptar una presentación masculina durante su migración, lo cual afecta su expresión de género, una identidad por la cual muchas fueron amenazadas y perseguidas en sus países de origen.
Durante los procesos burocráticos, las personas LGBT que buscan migrar legalmente enfrentan actitudes homofóbicas o transfóbicas, así como sistemas poco preparados para manejar sus casos y abusos de poder. Las personas transgénero, especialmente las mujeres, son víctimas frecuentes de agresiones sexuales y discriminación en albergues, donde se les niegan espacios que correspondan a su identidad de género. En albergues específicamente destinados a migrantes LGBT, la libertad de expresión de género y sexualidad de las personas se ve conflictuada por los controles sobre aspectos como amistades, relaciones sexuales y expresiones de afecto.